# Columnitis
Columnitis is een geslacht van sponzen uit de klasse van de gewone sponzen (Demospongiae). 

## Soorten
- Columnitis anomala Sarà & Bavestrello, 1996
- Columnitis squamata Schmidt, 1870